# Sucleia

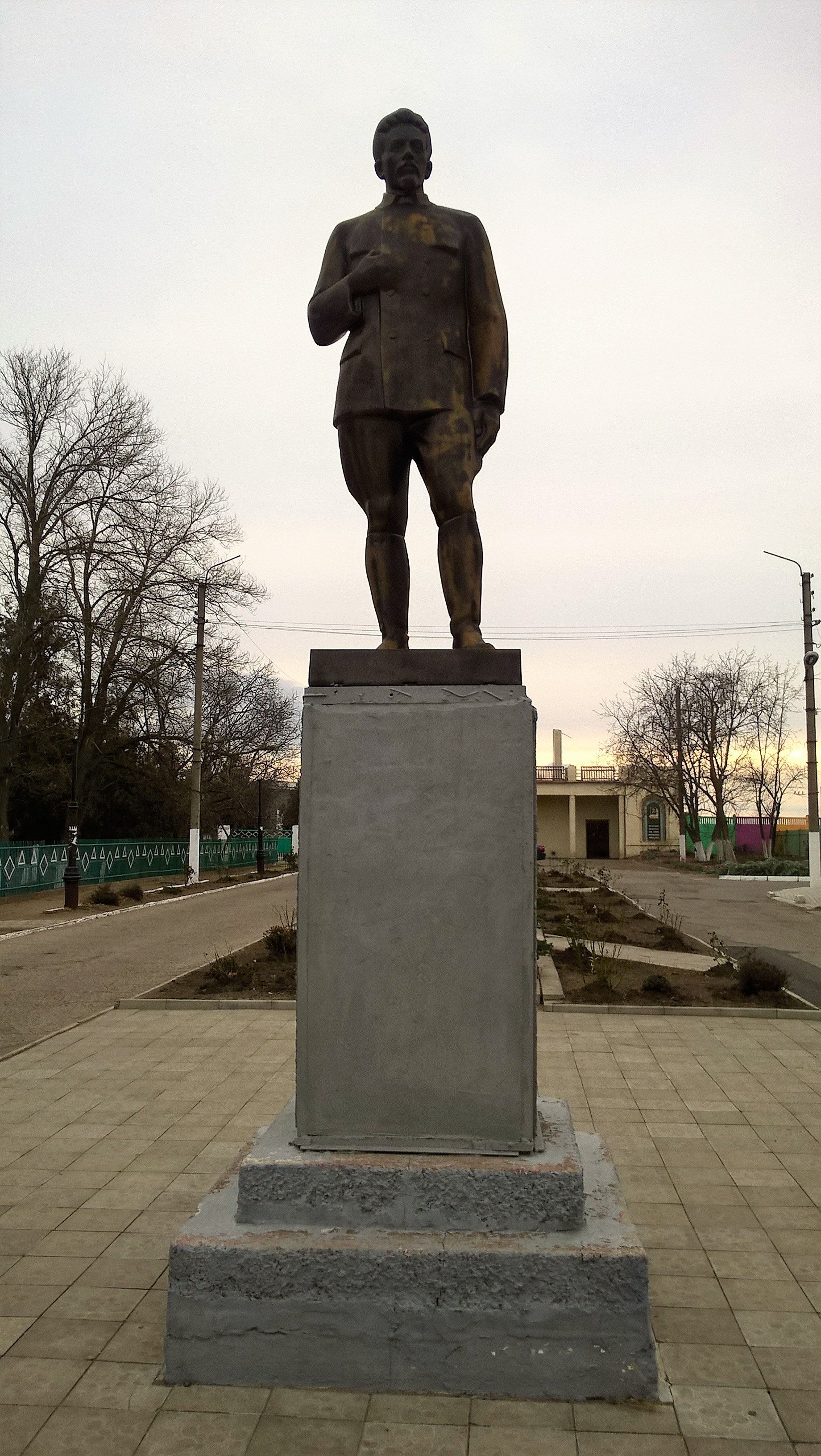
Pomnik Jakowa Swierdłowa

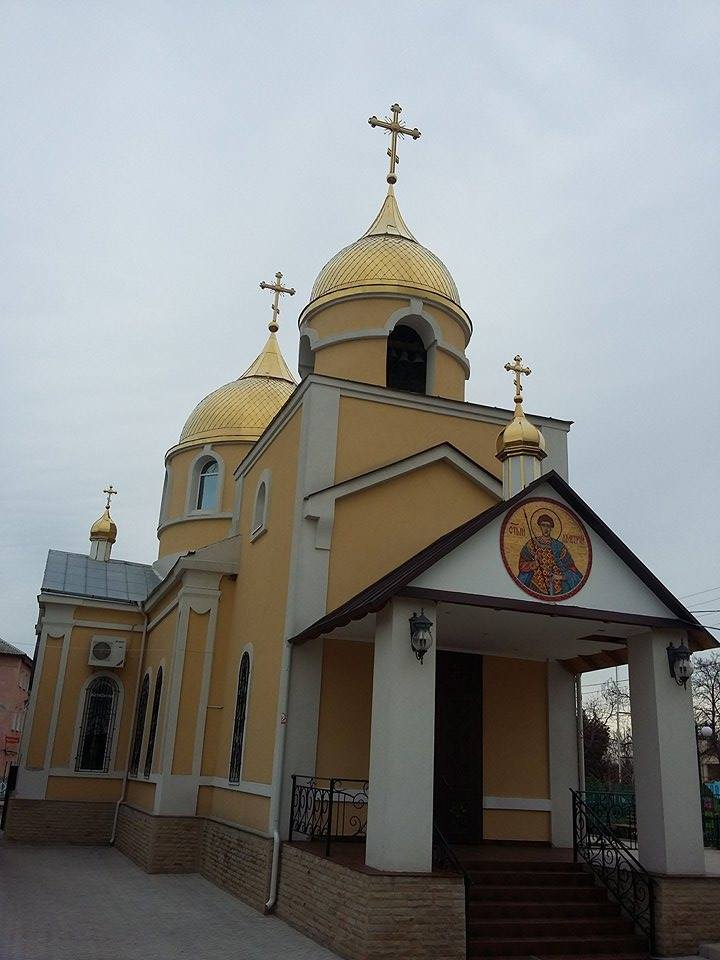
Cerkiew św. Dymitra Sołuńskiego

Sucleia (ukr. oraz ros. Суклея) – wieś w Mołdawii, faktycznie na terytorium kontrolowanym przez władze Naddniestrza, w rejonie Slobozia.

## Położenie
Wieś znajduje się na lewym brzegu Dniestru, naprzeciw ujścia jego prawego dopływu - Botny. Przebiega przez nią droga z Tyraspola do Slobozii.

## Historia
Pierwsza wieś nosząca nazwę Sucleia ma średniowieczny rodowód.  Jej mieszkańcy zajmowali się głównie rybołówstwem. W pierwszych latach wieś tworzyło około dziesięciu domostw i drewniana cerkiew św. Mikołaja. W 1787 miejscowość została napadnięta przez Tatarów budziackich i całkowicie spalona. Dwa lata później na jej gruzach powstała stanica Kozaków czarnomorskich, do której sprowadzono sto rodzin. Nowi mieszkańcy odbudowali wieś oraz cerkiew św. Mikołaja. W czasie budowy twierdzy tyraspolskiej w latach 1792-1795 do stanicy sprowadzono osadników bułgarskich, besarabskich, ukraińskich i polskich. Sucleię zaliczono do systemu osad otaczających twierdzę; w ten sposób powstał Tyraspol. W związku z tym część mieszkańców przeniosła się dalej na południe i utworzyła nową wieś o tej samej nazwie, część pozostała na dawnym miejscu. Dlatego za początek historii wsi przyjmuje się datę 1792.
Na początku XIX w. w Suclei żyło ponad 300 osób, zaś w połowie wieku - już 717. Wieś miała dwa centra - wokół jednego z nich koncentrowała się ludność pochodzenia mołdawskiego, stanowiąca 2/3 wszystkich mieszkańców, wokół drugiego przybyli później osadnicy polscy, ukraińscy, bułgarscy, Żydzi, Romowie i Rosjanie-staroobrzędowcy. W pierwszej części wsi (Starej Suclei) posługiwano się głównie językiem mołdawskim (rumuńskim), w drugiej – rosyjskim. W 1866 we wsi zbudowano cerkiew św. Dymitra Sołuńskiego. Na początku XX wieku w Starej Suclei żyło 2400 mieszkańców, w Nowej Suclei - 555 osób.
W okresie międzywojennym Sucleia znalazła się w Ukraińskiej Socjalistycznej Republice Radzieckiej, od 1924 w Mołdawskiej Autonomicznej Socjalistycznej Republice Radzieckiej. Stara i Nowa Sucleia zlały się w jeden organizm i zostały zelektryfikowane. W miejscowości powstało kilka arteli rolniczych, następnie przekształconych w kołchoz. Już w 1918 zamknięto cerkiew św. Dymitra. Łącznie we wsi żyło 3500 osób.
Podczas II wojny światowej zginęło ok. 20% mieszkańców Suclei i uległo zniszczeniu 1/3 budynków mieszkalnych. Wojska radzieckie forsowały Dniestr, urządzając przeprawę na terenie miejscowości. Wieś odbudowywano po wojnie. W latach 1946–1948 Sucleię dotknęła klęska głodu, zaś w 1968 - powódź.
W 1967 we wsi wzniesiono pomnik ku czci żołnierzy radzieckich poległych podczas II wojny światowej, zaś trzy lata później pomnik Jakowa Swierdłowa, którego imię nosił miejscowy kołchoz. W 1962 otwarto dom kultury.
W latach 1960–1980 liczba mieszkańców wsi nadal rosła, osiągając 11 400 osób w 1989. Liczba ta po upadku ZSRR spadła. W miarę rozbudowy wsi w latach 80. i 90. XX wieku Sucleia stała się faktycznie przedmieściem Tyraspola, łącząc się wprost z jego południowo-wschodnią dzielnicą Oktiabrskij. Po upadku ZSRR kołchoz we wsi został przekształcony w siedem mniejszych przedsiębiorstw.

## Demografia
Sucleię zamieszkiwało w 2016 10 tys. osób. Według danych z 2004 we wsi przeważały kobiety (5431 przy 4570 mężczyznach). Liczba przedstawicieli poszczególnych narodowości przedstawiała się następująco:
- 3483 - Mołdawianie,
- 3054 - Ukraińcy,
- 2868 - Rosjanie,
- 144 - Bułgarzy,
- 106 - Niemcy,
- 96 - Białorusini,
- 90 - Gagauzi,
- 22 - Żydzi,
- 138 - inni[7].

Większość mieszkańców Suclei wyznaje prawosławie, obecni są także wyznawcy katolicyzmu, judaizmu i protestantyzmu.

## Infrastruktura
W latach 80. XIX w. w Suclei otwarta została trzyklasowa szkoła, w której uczyło się ok. 40 dzieci (na początku XX w. - już 60). W 1919 we wsi otwarto dwie osobne szkoły podstawowe: ukraińską i mołdawską. Od 1944 we wsi działają szkoły mołdawska i rosyjska (siedmioletnie). Czynne są również dwa przedszkola. W Suclei działa także od 1991 szkoła muzyczna i szkoła sportowa. Miejscowość łączy z Tyraspolem linia marszrutkowa.
W miejscowości znajduje się cerkiew św. Dymitra Sołuńskiego, funkcjonująca w strukturach dekanatu słobodziejskiego eparchii tyraspolskiej i dubosarskiej oraz cmentarz prawosławny. Oprócz pomnika Swierdłowa na terenie wsi znajduje się jeszcze pomnik Lenina oraz kompozycja rzeźbiarska przedstawiająca Mołdawian pracujących przy winobraniu.